# Clorpromazina
La clorpromazina (marcas/comerciales Largactil, Ampliactil, Torazina y Thorazine) es un medicamento neuroléptico, categorizado dentro de los antipsicóticos clásicos o típicos, y es considerado como el primer fármaco antipsicótico descubierto. Su descubrimiento para posterior uso en la psiquiatría se le ha denominado la "Cuarta revolución en Psiquiatría". Pese a su eficacia como calmante mayor y el cambio de paradigma que supuso, algunos autores critican la aplicación del fármaco en su momento no como una revolución, sino como continuación del paradigma previo, considerando eficacia terapéutica a la tranquilidad o docilidad del enfermo (acorde con el orden en el hospital o en sociedad) y no necesariamente su bienestar individual.
Fue creada como antihistamínico, pero cuando el cirujano francés Henri Laborit vio que administrada antes de una operación (con el fin de disminuir una hinchazón) tenía efecto calmante, se pensó en su uso con pacientes psicóticos. Este compuesto sorprendió al ver que actuaba como tranquilizante sin producir sedación extrema, es decir, manteniendo la conciencia, lo que sugirió la idea de utilizarla con pacientes psiquiátricos. Más adelante se objetivó su efecto calmante en los esquizofrénicos agitados y activador en los embotados.

## Mecanismo de acción
Al parecer, al igual que otros muchos neurolépticos, actúa sobre el circuito de la dopamina, como predice la hipótesis dopaminérgica de la esquizofrenia.
Pertenece al llamado grupo de fármacos típicos para tratar la esquizofrenia, por lo que es un bloqueador del receptor D2 (inhibitorio) de la dopamina que predomina en neuronas del estriado ventral (como las accumbens). También existe D2 en el estriado dorsal y en el túbulo infudibular, en los que causa efectos secundarios.
La clorpromazina es un fármaco de baja selectividad y, como tal, bloquea además de D2 los receptores α1 y α2 (en los que es cardiotóxico), H1 (conlleva aumento de peso), H2, M1 y M2 (en ambos, visión borrosa e hipertensión ocular).
También se usa en el tratamiento de la corea en la enfermedad de Huntington con unas dosis de 300-500 mg al día.

## Efectos secundarios
1. Somnolencia
2. Falta de expresión en el rostro
3. Arrastrar los pies al caminar
4. Intranquilidad
5. Agitación
6. Ansiedad
7. Movimientos extraños, lentos o incontrolables de cualquier parte del cuerpo
8. Dificultad para dormirse o permanecer dormido
9. Hiperprolactinemia
10. Distensión de los senos
11. Falta de algunos períodos menstruales
12. Disminución de la capacidad sexual
13. Cambios en el color de la piel
14. Sequedad en la boca (xerostomía)
15. Congestión nasal
16. Dificultad para orinar
17. Lupus inducido por drogas
18. Dilatación o contracción de las pupilas[2]

## Síntomas de sobredosis
- Somnolencia
- Pérdida del conocimiento
- Movimientos extraños, lentos o incontrolables de cualquier parte del cuerpo
- Agitación
- Intranquilidad
- Fiebre
- Convulsiones
- Sequedad en la boca
- Arritmias cardíacas[2]